# عنکبوت گرگی قطبی
عنکبوت گرگی قطبی (نام علمی: Alopecosa pulverulenta) نام یک گونه از تیره عنکبوت‌های گرگی است. این گونه برخلاف نامش در بیشتر نقاط قلمرو دیرین‌شمالگانی یافت می‌شود. این گونه عنکبوت توسط یک عکنبوت‌شناس به نام کارل الکساندر کلرک در سال ۱۷۵۷ میلادی کشف و نام‌گذاری گردید.